# Anatolij Maslonkin
Anatolij Jewstigniejewicz Maslonkin, ros. Анатолий Евстигнеевич Маслёнкин (ur. 29 czerwca 1930 w Moskwie, zm. 16 maja 1988 tamże) – radziecki piłkarz.

## Kariera
Rozegrał 33 spotkania w reprezentacji ZSRR, uczestniczył w dwóch mundialach, a także w Euro 1960, gdzie wygrali piłkarze radzieccy. Wygrał także złoty medal na igrzyskach olimpijskich 1956

## Osiągnięcia

### Klub
- Zwycięzca ligi radzieckiej: 1956, 1958, 1962.
- Zwycięzca Pucharu ZSRR: 1958.

### Reprezentacja
- Mistrzostwo Olimpijskie (1956)
- Mistrzostwo Europy (1960)